# An Orphan of War
Pour les articles homonymes, voir Orphan.
An Orphan of War est un film muet américain réalisé par Francis Ford et sorti en 1913.

## Fiche technique
- Réalisation : Francis Ford
- Date de sortie : 
  - États-Unis : 22 août 1913

## Distribution
- Francis Ford : John Waldron
- Grace Cunard
- Cyril Gardner : Tom Waldron